# Gary Barber
Gary Barber (* 1957 in Johannesburg) ist ein US-amerikanischer Filmproduzent südafrikanisch-jüdischer Herkunft.

## Leben
Gary Barber studierte Wirtschaftswissenschaften an der Witwatersrand-Universität. Nach Abschluss seines Studiums arbeitete er zunächst als Rechnungsprüfer.
Der Pferdesportfan gewann 1982 eine Reise zum Arlington Million Pferderennen in Illinois. Im gleichen Jahr wanderte er in die Vereinigten Staaten aus, wo sein Bruder Cecil Barber bereits seit 1979 lebte. Gemeinsam mit seinem Bruder erwarb er zahlreiche Pferde, die an verschiedenen Rennen teilnahmen. Mitte der 1980er Jahre nahm Barber die amerikanische Staatsbürgerschaft an.
1998 gründete er mit seinem Geschäftspartner Roger Birnbaum die Produktions-, Finanz- und Vertriebsgesellschaft Spyglass Entertainment in Los Angeles. Seinen größten Erfolg hatte er 2010 mit der Produktion des Films The Tourist, der weltweit 280 Mio. US-Dollar an den Kinokassen einspielte.
Im Dezember 2010 übernahm Barber die Posten des Chairmans und Chief Executive Officers der insolventen Filmproduktionsgesellschaft Metro-Goldwyn-Mayer. Unter seiner Ägide co-finanzierte MGM gemeinsam mit Eon Productions und Sony Pictures den äußerst erfolgreichen Agententhriller James Bond 007: Skyfall, der mit einem weltweiten Einspielergebnis von mehr als 1,1 Milliarden US-Dollar zum bis dato erfolgreichsten Film der Bond-Reihe wurde. MGM finanzierte danach auch Kinohits wie Der Hobbit – Eine unerwartete Reise, 21 Jump Street und Hänsel und Gretel: Hexenjäger. Barber gelang es durch diese Erfolge und rigide Sparmaßnahmen, für die zuvor stark verschuldete MGM erstmals wieder eine gesunde Bilanz vorzulegen.
Nachdem Barbers Vertrag mit MGM Ende 2017 noch bis zum Jahr 2022 verlängert worden war, entließ ihn das Unternehmen im März 2018, was Branchenmedien wie Variety oder Deadline.com angesichts Barbers unbestrittenen Leistungen als CEO von MGM als „überraschende“ bzw. „schockierende“ Wendung bezeichneten. Barber erhielt von MGM für seine Anteile am Unternehmen eine Abfindung in Höhe von 260 Mio. US-Dollar.
Barber hat drei Töchter und lebt in Los Angeles.

## Filmografie (Auswahl)
Producer
- 1993: True Romance
- 2000: Shang-High Noon (Shanghai Noon)
- 2002: Monte Cristo (The Count of Monte Cristo)
- 2002: Im Zeichen der Libelle (Dragonfly)
- 2002: Abandon – Ein mörderisches Spiel (Abandon)
- 2002: Die Herrschaft des Feuers (Reign of Fire)
- 2003: Der Einsatz (The Recruit)
- 2003: Shanghai Knights
- 2004: Connie und Carla (Connie and Carla)
- 2004: Mr 3000
- 2005: Der Babynator (The Pacifier)
- 2005: Per Anhalter durch die Galaxis (The Hitchhiker’s Guide to the Galaxy)
- 2007: Die Regeln der Gewalt (The Lookout)
- 2007: Unsichtbar – Zwischen zwei Welten (The Invisible)
- 2007: Evan Allmächtig (Evan Almighty)
- 2007: Underdog – Unbesiegt weil er fliegt (Underdog)
- 2007: Balls of Fury
- 2008: 27 Dresses
- 2008: Flash of Genius
- 2008: Mein Schatz, unsere Familie und ich (Four Christmases)
- 2010: Verlobung auf Umwegen (Leap Year)
- 2010: The Tourist
- 2012: Für immer Liebe (The Vow)
- 2024: Incoming

Co-Executive Producer
- 1990: Fremde Schatten (Pacific Heights)
- 1990: Blaze of Glory – Flammender Ruhm (Young Guns II)

Executive Producer
- 1988: Midnight Crossing
- 1989: Die Besucher (Communion)
- 1989: The Howling 5 – Das Tier kehrt zurück (Howling V: The Rebirth)
- 1991: Robin Hood – König der Diebe (Robin Hood: Prince of Thieves)
- 1992: Freejack – Geisel der Zukunft (Freejack)
- 1992: White Sands – Der große Deal (White Sands)
- 1992: Stay Tuned
- 1993: Das Biest (The Crush)
- 1994: Ace Ventura – Ein tierischer Detektiv (Ace Ventura: Pet Detective)
- 1994: Die Indianer von Cleveland II (Major League II)
- 1994: Chasers – Zu sexy für den Knast (Chasers)
- 1994: Die Geschworene – Verurteilt zur Angst (Trial by Jury)
- 1994: Unsere Welt war eine schöne Lüge (Imaginary Crimes)
- 1994: Stummer Schrei (Silent Fall)
- 1995: Ace Ventura – Jetzt wird’s wild (Ace Ventura: When Nature Calls)
- 1996: Gestohlene Herzen (Two If by Sea)
- 1996: Big Bully – Mein liebster Feind (Big Bully)
- 1996: Diabolisch (Diabolique)
- 1996: Bad Moon
- 1997: Wild America
- 1997: Incognito
- 1998: Zweite Liga – Die Indianer von Cleveland sind zurück (Major League: Back to the Minors)
- 1998: Leslie Nielsen ist sehr verdächtig (Wrongfully Accused)
- 1999: Der König und ich (The King and I)
- 2000: Glauben ist alles! (Keeping the Faith)
- 2000: Unbreakable – Unzerbrechlich (Unbreakable)
- 2001: Eis kalt (Out Cold)
- 2003: Bruce Allmächtig (Bruce Almighty)
- 2003: 1 Love
- 2003: Seabiscuit – Mit dem Willen zum Erfolg (Seabiscuit)
- 2003: Miracles (Fernsehserie, 13 Episoden)
- 2003: Criminology 101 (Fernsehfilm)
- 2004: The Ranch (Fernsehfilm)
- 2004: Weekends (Fernsehfilm)
- 2005: Die Legende des Zorro (The Legend of Zorro)
- 2005: Die Geisha (Memoirs of a Geisha)
- 2006: Antarctica – Gefangen im Eis (Eight Below)
- 2006: Stay Alive
- 2006: Rebell in Turnschuhen (Stick It)
- 2008: Willkommen zu Hause Roscoe Jenkins (Originaltitel: Welcome Home, Roscoe Jenkins)
- 2008: Ruinen (The Ruins)
- 2008: The Happening
- 2008: Wanted
- 2008: Der Love Guru (The Love Guru)
- 2008: Wen die Geister lieben (Ghost Town)
- 2009: G.I. Joe – Geheimauftrag Cobra (G.I. Joe: The Rise of Cobra)
- 2009: Invictus – Unbezwungen (Invictus)
- 2010: Dinner für Spinner (Dinner for Schmucks)
- 2011: Freundschaft Plus (No Strings Attached)
- 2011: Footloose
- 2013: G.I. Joe – Die Abrechnung (G.I. Joe: Retaliation)
- 2019: Glass
- 2022: Scream
- 2022: Hellraiser – Das Schloss zur Hölle (Hellraiser)
- 2023: Scream VI
- 2023: Waco: The Aftermath (Miniserie, 5 Episoden)
- 2023: Spy Kids: Armageddon
- 2023: Thanksgiving – Es ist angerichtet (Thanksgiving)
- 2023: The Boys in the Boat